# Казбастау
Казбастау (каз. рзд.Қазбастау) — разъезд в Жуалынском районе Жамбылской области Казахстана. Входит в состав аульного округа Нурлыкент. Код КАТО — 314243300.

## Население
В 1999 году население разъезда составляло 108 человек (54 мужчины и 54 женщины). По данным переписи 2009 года, в разъезде проживали 62 человека (31 мужчина и 31 женщина).